# 존 드라마니 마하마
존 드라마니 마하마(영어: John Dramani Mahama, 1958년 11월 29일~)는 가나의 정치인으로, 2025년 1월부터 제13대 가나 대통령으로 재임 중이다. 국민민주회의 소속으로, 2012년부터 2017년까지 제11대 대통령을 역임한 바 있다.
앞서 2009년 1월부터 2012년 7월까지 가나의 부통령을 지냈으며, 전임자 존 아타 밀스의 사망에 이어 2012년 7월 24일 대통령으로 취임했다. 마하마는 커뮤니케이션 전문가, 역사학자, 작가다. 1997년부터 2009년까지 볼 밤보이의 국회의원, 1998년부터 2001년까지 통신부 장관을 지냈다. 그는 국민민주회의 소속이다.
마하마는 전 대통령의 죽음으로 대통령직을 물려받은 최초의 부통령이다. 존 아타 밀스는 가나 독립 후 태어난 첫 가나 국가 원수다. 그는 2012년 12월 선거 후에 전임 대통령으로 선출되었다. 2016년 선거에서 재선에 도전했지만 2012년 패배한 신애국당 후보 나나 아쿠포아도에게 패했다. 이로써 그는 가나 역사상 연임하지 못한 최초의 대통령이 되었다.
마하마는 2019년 2월, 2020년 총선에서 야당인 국민민주회의 후보로 확정돼 2016년 선거에서 마하마를 낙선시킨 전 대통령 나나 아쿠포아도가 금, 석유, 코코아 수출 가격 하락으로 침체된 경제를 활용했다.

## 어린 시절
곤자족의 일원인 마하마는 북부 지방의 볼레 출신이다. 마하마는 북부주의 다몽고-다보야 선거구의 다몽고에서 제1공화국으로 거슬러 올라가는 정치적 전통으로 태어났다. 그의 아버지 이매뉴얼 아다마 마하마는 쌀 부농이자 스승으로 가나 초대 대통령 콰메 은크루마 휘하의 제1공화국 시절 서곤자 선거구의 초대 국회의원이자 최초의 북부주 지역 집행위원이었다. 마하마의 아버지는 1981년 제리 롤링스에 의해 전복된 힐라 리만 휘하에서 가나 제3공화국 시절 대통령 선임고문을 역임하기도 했다.
마하마는 아크라 뉴타운 실험학교(ANT1)에서 초등교육을 시작해 아치모타 학교에서 수료한 뒤 가나 중등학교(북부주 타말레)에서 중등학교를 수료했다. 1981년 역사학 학사, 1986년 커뮤니케이션학 대학원 졸업장을 받아 레곤의 가나 대학교로 진학했다. 학생 시절, 그는 영연방 홀(레곤)의 일원이었다. 그는 또한 사회심리학을 전문으로 하는 소련 모스크바의 사회과학연구소에서 공부했다. 그는 1988년에 대학원 학위를 취득했다.

## 정치 경력

### 첫 번째 대통령직
가나 헌법에 따라 마하마는 2012년 7월 24일, 전임자인 존 아타 밀스의 사망으로 가나의 대통령이 되었다. 2012년 7월, 그는 모든 수준의 정무직 (가나 및 범 아프리카 의원, 차관, 장관, 부통령 및 대통령)에서 일한 첫 번째 가나의 대통령이 되었다. 그는 의회에서 선서를 하자 이렇게 말했다.
오늘은 우리나라 역사상 가장 슬픈 날입니다. 눈물이 우리나라를 집어삼켰고, 우리는 깊은 슬픔과 혼란에 빠졌으며, 저는 개인적으로 참담하고, 아버지를 잃었고, 친구를 잃었으며, 멘토와 선배 동지를 잃었습니다. 가나는 지금 우리의 떠나간 대통령을 위해 비통한 마음으로 하나가 되어 있습니다.

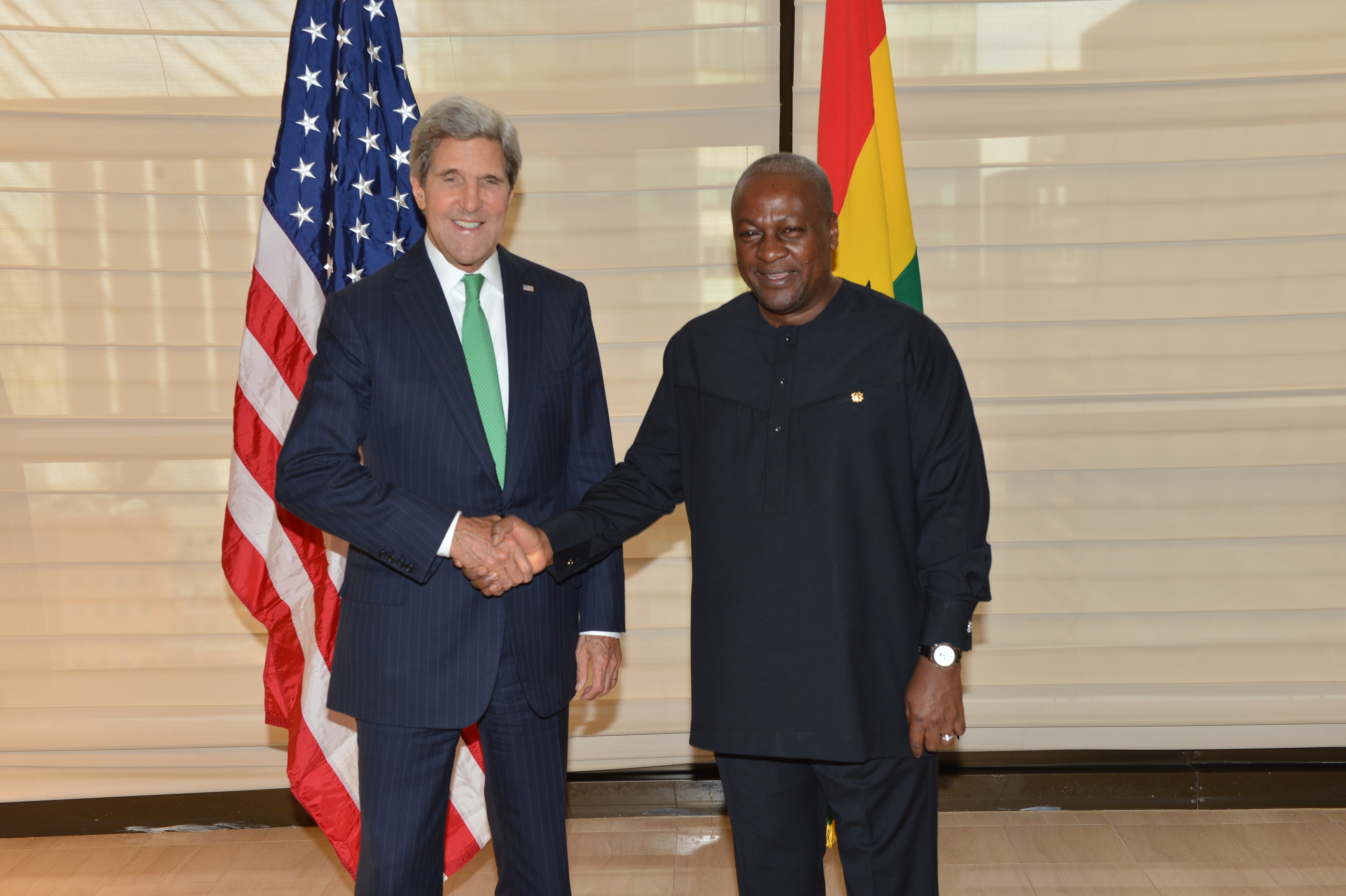
가나 대통령 존 마하마가 미국 국무장관 존 케리와 양자회담을 한다.

대통령직에 오른 결과, 마하마는 1957년 3월 6일, 가나의 독립 선언 이후 태어난 첫 가나의 국가원수가 됨으로써 정치적 역사를 만들었다. 전국민주대표대회(NDC)는 2012년 8월 30일, 특별전국대표자대회를 개최하고 존 드라마니 마하마 대통령을 2012년 대통령 후보로 지지했다. 당의 유일한 후보인 마하마 대통령은 총 투표수의 99.5%를 차지하는 2,767표를 득표하여 당의 자리를 차지했다. 마하마는 밀스 대통령 하에서 시작된 더 나은 가나 의제를 지속하기 위해 그의 행정부가 깊이 헌신하고 있다고 말했다.
마하마는 2012년 12월 총선에서 50.70%의 유효 투표율과 3%의 득표율로 47.74%에 가까운 득표율을 기록한 그의 가장 가까운 경쟁자인 신애국당의 나나 아쿠포아도를 누르고 승리했다. 이것은 결선 투표 없이 대통령직을 차지하기에 겨우 충분했다. 또한 마하마는 가나의 10개 행정 구역 중 8개 지역에서 유효 투표의 과반수를 얻었다. 2013년 1월 7일, 전 세계의 13명의 아프리카 국가 원수, 1명의 총리, 2명의 부통령, 18명의 정부 대표단이 아크라의 블랙 스타 광장에서 열린 취임식에 참석했다. 마하마는 4년 임기를 시작하기로 맹세했다.
그의 투자 이후, 2012년 대선 후보인 나나 아쿠포아도와 러닝메이트인 마하무두 바우미아, 그리고 당 대표인 제이크 오베세비램프티가 이끄는 야당인 신애국당은 부정, 불법, 부작위, 그리고 위반을 주장하며 선거 결과에 이의를 제기했다. 이 청원은 가나 대법원의 9명의 대법관들에 의해 심리되었다. 8개월의 심리 끝에, 2013년 8월 29일, 법원은 다수 의견으로 이 청원을 기각했다.
마하마는 소셜 네트워킹 사이트, 트위터 및 페이스북에서 아프리카에서 가장 많이 팔로잉 된 리더 중 한 명이다. 2013년 5월, 그는 서아프리카 전체가 이슬람 과격주의의 위협을 받고 있다고 말했다.

### 두 번째 대통령직
마하마는 2025년 1월 7일, 대통령으로 두 번째 임기를 시작했다. 대통령으로서의 초기 조치 중 하나로, 그는 전임 나나 아쿠포아도 정부 하에 승인된 가나 국가 대성당 사업에 대해 비용 문제로 비판이 제기된 가운데 조사를 지시했다.
2025년 2월 10일, 마하마는 정부 관료들의 불필요한 해외 출장 금지를 명령하고, 허가된 출장 또한 검소하게 진행되어야 한다고 밝혔다.
2025년 4월 22일, 마하마는 거트루드 토르코노 대법원장의 직무를 정지시켰으며, 이는 그녀의 직무 수행에 대한 예비 조사에서 공식적인 조사의 근거가 될 만한 충분한 사유가 발견되었기 때문이라고 설명했다.

## 역대 선거 결과
| 선거명      | 직책명        | 대수 | 정당         | 1차 득표율 | 1차 득표수  | 2차 득표율 | 2차 득표수  | 결과 | 당락 |
| ----------- | ------------- | ---- | ------------ | ---------- | ----------- | ---------- | ----------- | ---- | ---- |
| 2008년 선거 | 가나의 부통령 | 5대  | 국민민주회의 | 47.92%     | 4,056,634표 | 50.23%     | 4,521,032표 | 1위  |      |
| 2012년 선거 | 가나의 대통령 | 11대 | 국민민주회의 | 50.70%     | 5,574,761표 |            |             | 1위  |      |
| 2016년 선거 | 가나의 대통령 | 12대 | 국민민주회의 | 44.53%     | 4,771,188표 |            |             | 2위  | 낙선 |
| 2020년 선거 | 가나의 대통령 | 12대 | 국민민주회의 | 47.36%     | 6,213,182표 |            |             | 2위  | 낙선 |